# Inciclopedia
Inciclopedia es una parodia en clave de humor de Wikipedia, aunque en ella se afirma que sucede al revés. Su logotipo es un rompecabezas parecido al de Wikipedia, pero en forma de patata. Proyecto hermano en español de Uncyclopedia, fundada el 20 de febrero de 2006. Se podría considerar como la continuación de La Frikipedia, otra parodia que fue cerrada primero en forma temporal debido a una denuncia de la SGAE a principios de 2006. Inciclopedia fue formada al crecer el número de artículos "rescatados" de las cachés de Google y Yahoo! en la sección en español de Uncyclopedia, luego del primer cierre de La Frikipedia. Se montó sobre otro wiki humorístico, de nacionalidad mexicana: Nakopedia. La principal diferencia con Frikipedia, es que Inciclopedia está orientada a artículos en español para todo el mundo hispanohablante, mientras que Frikipedia se dirigía primordialmente a un público de España. Para minimizar los problemas derivados del argot local de cada país, identifica los artículos con un humor basado en referencias demasiado locales con plantillas y categorías específicas.
El proyecto se encontraba albergado en Wikia hasta el 1 de abril de 2019, debido al cambio de skin en los wikis y un informe de Sanne. Actualmente se encuentra albergada en el servidor de Uncyclopedia y utiliza el software de MediaWiki.
Al igual que ocurre en Uncyclopedia, sus usuarios afirman que Wikipedia es una parodia en clave de humor de Inciclopedia y que se trata de una ONG que intenta dominar el mundo.

## Descripción
Al ser un proyecto al que cualquiera puede contribuir, Inciclopedia goza de una gran variedad de artículos. Es normal que muchos artículos se mofen tanto de celebridades e íconos de la cultura pop como de temas más académicos y políticos. Además Inciclopedia se ríe de sí misma y de sus usuarios y lectores diciendo cosas como que todos los que editan son adolescentes nerds sin nada mejor que hacer. Inciclopedia posee varios tipos de humor, desde humor negro y relacionado con temas sexuales hasta humor absurdo diciendo cosas como que El Gran Wyoming es un Terminator. Cabe destacar su sarcasmo diciendo cosas como para curar el Ébola hay que recurrir a curanderos vudú.

## Políticas de trabajo
Los colaboradores de la Inciclopedia (que se llaman Inciclopedistas) siguen algunas reglas, más estrictas que las utilizadas en Frikipedia. Entre estas:
- El contenido no debe violar los derechos de autor. Los artículos deben ser libres o estar tomados de alguna fuente libre o que permita republicarlos.
- Los artículos deben tener una longitud adecuada. Los administradores de la Inciclopedia eliminan cualquier artículo que tenga menos de 2000 bits de longitud.
- No se permite vandalismo. Cuando esto ocurre, el usuario causante de este ataque es baneado por los administradores.
- Los aportes deben ser graciosos. Para los casos de humor específico de un país, tienen plantillas que advierten del hecho. Tampoco se permiten artículos con un humor demasiado local que solo entiendan unos pocos. Ejemplo: No se permite hacer un artículo referente a un profesor de un establecimiento educacional de alguna ciudad de España, porque ese artículo solo será entendido por muy pocos.

Aplicando a estas reglas un poco de sentido común, los administradores eliminan:
- Artículos de pocas líneas.
- Artículos que promuevan odio.
- Artículos sin gracia.
- Artículos sin posibilidad de asimilación con la realidad o, repetir la idea en variados y diferentes artículos.
- Artículos serios y/o muy realistas.
- Artículos copiados de Wikipedia ("La Ladrona")
- Artículos traídos de La Frikipedia, escritos posteriormente a su cierre.
- Artículos incompletos que cumplan ciertos requisitos.
- Artículos que hayan sido nominados y votados en VPB (El VPB es un Centro de Discusión de la Inciclopedia en el que los usuarios deliberan sobre el eliminado de artículos).

## Tipos de usuario
Al igual que en Wikipedia y otras wikis, los usuarios se dividen entre I.Ps anónimas, usuarios registrados, administradores y burócratas. 
- Las IP anónimas tenían restricciones para participar en votaciones, no podían editar páginas ni subir archivos. Desde noviembre de 2022 (aunque ya tenía un tiempo de haberse realizado el cambio, pero en noviembre se hizo definitivo) las cuentas de IP no pueden realizar ningún tipo de edición y aparece en la página de inciclopedia el siguiente mensaje: "Con el fin de reducir los episodios de vandalismo, hemos cerrado el wiki para que no puedan editar usuarios sin registrar. Crear una cuenta es sencillo".
- Es común que los usuarios registrados tengan una página de usuario, en la que está permitido poner contenidos referentes a sí mismos, cosa no permitida en los artículos comunes.
- También están los voluntarios, usuarios con algunos de los poderes de los administradores, igualmente elegidos por el resto de usuarios, pero generalmente autonominados. Los hay de tres clases: los novicios, que son los recién nombrados y que no tienen ningún poder, siendo más un periodo para ganar confianza; los reversores, con poderes de rollback; y los moderadores, con poderes casi de administrador, con la excepción de que no pueden bloquear usuarios ni proteger páginas. Al ser nombrados, se esperan dos semanas para ser dados los poderes de rollback, que se otorgan automáticamente, pero se debe esperar un mes para acceder a la posibilidad de ser nombrado moderador al ser un cargo muy parecido al del administrador.
- Los administradores tienen la autoridad para bloquear usuarios, borrar los artículos inadecuados. Junto a los burócratas determinan las reglas del sitio.
- Los burócratas tienen la última palabra, pueden transformar a un usuario común en administrador, lo cual se hace luego de consultar con los usuarios en el VPA (su método de elección de administradores). Tienen la última palabra en cuanto a las normas del sitio.

Si bien los administradores y burócratas tienen más autoridad que el resto de los usuarios, la gran mayoría de las decisiones se toman intentado llegar a un consenso o por votación.

## Proyectos
Al igual que la Wikipedia, Inciclopedia cuenta con varios proyectos como Incinoticias, Incitables, Incilibros, aTunes e Incileaks. Estos parodian a Wikinews (o Wikinoticias), a Wikiquote (Wikicitas), Wikicionario, iTunes y WikiLeaks, respectivamente. Incinoticias trata noticias de la actualidad con humor o simplemente son inventadas. 
Por su parte Incitables es una recopilación de citas, sacadas de contexto o inventadas, de individuos importantes como Albert Einstein o Friedrich Wilhelm Nietzsche, otros imaginarios como Tio1.jpg, anónimo o ayudante de Office y otros grandes personajes. En sus páginas se ofrece una breve descripción del personaje para pasar a las citas y a algunas imágenes que hacen que la página sea más amena. En la portada del proyecto se muestra una frase aleatoria, las páginas creadas y enlaces a algunas ayudas.
Incilibros es un proyecto comenzado el 25 de febrero de 2007, haciendo referencia a Wikibooks, pero que ya contaba con algunos textos antes de su creación. Los Incilibros se rigen por las mismas reglas que cualquier artículo y están divididos en categorías o temas. Se permiten hacer manuales, libros sobre conocimientos científicos, inciclopédicos o sobre algo absurdo. Son muy habituales los manuales de cosas absurdas ("Cómo matar con un rollo de papel higiénico", "Cómo cortarse las uñas de los pies con los dientes mientras te mira un pato con intenciones homicidas"), obvias ("Cómo respirar"), guías turísticas ("Conozca Chile") y hasta de conductas sociales ("Guía del Auténtico Macho", referencia al machismo), entre otras.
El 26 de abril del mismo año se creó Incionario, que parodia al Wikcionario. Aquí se encuentran pequeñas definiciones que debido a su escaso tamaño, si fueran artículos comunes serían borrados inmediatamente.
A principios de julio de 2009, se creó otro proyecto, llamado aTunes en el cual se suben archivos de sonido donde se parodian diversas canciones, redactando una letra diferente a la que poseen, o se crean totalmente originales.
En 2011 se creó InciLeaks, este parodia a Wikileaks, en este proyecto se publica información confidencial inventada o parodiada y abusos sobre los gobiernos. También tienen un proyecto llamado Incijuegos que es una parodia de los libros de elegir tu propia aventura.
Además tienen otros 3: Inci-Metas (parodia de Meta-Wiki), Inciviajes (parodia de Wikiviajes) e Inciclomedia Commons (parodia de Wikimedia Commons).

## Temas yclichésrecurrentes
En la Inciclopedia, al igual que la Uncyclopedia, presenta disparates ingeniosos que son poco o nada cercanos a la realidad. Algunos temas recurrentes son:
- La Innombrable: Seudónimo de la SGAE, a la cual se le atribuyen todo tipo de abusos, como haber intentado adueñarse de los derechos de las obras de autores muertos o inexistentes. Este tema se ha expandido en Inciclopedia, sobre todo a raíz del cierre de Frikipedia debido a los problemas legales que tuvo con SGAE.
- Chuck Norris: Tradición heredada de Frikipedia. Se le atribuyen una larga lista de hechos disparatados, generalmente relacionados con su patada giratoria, como por ejemplo que con dicha patada extinguió a los dinosaurios o que Chuck pidió un Big Mac en un Burger King y se lo hicieron. Sin embargo, en alguno de los manuales principales de la Inciclopedia, se comenta que este es un cliché del cual no se ha de abusar, debido a un riesgo de carencia de humor y originalidad.[4]
- Monstruo de Espagueti Volador: También heredado de Frikipedia y Uncyclopedia, es la divinidad "oficial" de Inciclopedia, y todo artículo que atente contra su nombre y contra el pastafarismo, representa una herejía (incluido el artículo de la Iglesia Católica). En Inciclopedia recibe también el nombre de «Monesvol» (Monstruo de Espagueti Volador), que ha hecho fortuna en Internet.
- Miguel de Cervantes: Se le suele atribuir citas inventadas que figuran a lo largo de varios de los artículos, así como Uncyclopedia hace con Oscar Wilde. Un alto porcentaje de los artículos tiene al menos una cita atribuida a Miguel de Cervantes.
- Tio1.jpg: Una persona de aspecto extraño, quien según es el dueño de la Inciclopedia. Dicen que provino de "un letrero publicitario de calzado danés",[5] que aparece en múltiples páginas como ejemplo de lo que no es aquello de lo que se habla. Originalmente se utilizaba para indicar artículos sin imágenes, pero luego creció y se transformó en una broma independiente que aparece en múltiples artículos que sí tienen otras imágenes. Incinoticias anunció su muerte el 20 de octubre de 2007, tras recibir un ataque con diarios enrollados a manos de una organización anticlichés (referenciando al hecho de que la imagen de Tio1.jpg es un cliché recurrente en Inciclopedia) en el país de Tuvalu Ulterior. Algo similar sucede con Tio2.jpg, su sucesor.
- Tuvalu Ulterior: Es un país ficticio situado hipotéticamente en Oceanía. Es una sátira sobre las pequeñas naciones. Su presidente, según la página, fue Tio1.jpg hasta su muerte, cuando fue sucedido por Tio2.jpg.
- La Ladrona: Nombre con el que se refieren a Wikipedia, por el hecho de que dicen que todo el contenido, ideas y proyectos de esta última les ha sido copiado y plagiado. También se dice que Wikipedia posee una nave con la cual destruir a los inciclopedistas, o transformar los calzoncillos en tangas mínimos y viceversa. Se ha creado también una imagen de logo de Wikipedia, en el cual se ve el globo de Wikipedia, transformado en la Estrella de la Muerte.
- George W. Bush: Aparte de frases disparatadas, aparece comúnmente en citas inventadas (a igual a Miguel de Cervantes) donde confunde el tema en cuestión con otro, diciendo por ejemplo que Francia tiene muchos bosques y su capital es Toronto. También es conocido como "Jorge Arbusto".[6]

## Familia Uncyclopedia
| Código idioma | Idioma               | Nombre original del idioma | Nombre de la Uncyclopedia     |
| ------------- | -------------------- | -------------------------- | ----------------------------- |
| ar            | Árabe                | العربية                    | بيضيپيديا (Beydhipidia)       |
| ast           | Asturiano            | Asturianu                  | Nunyepedia                    |
| bg            | Búlgaro              | Български                  | Oxypedia                      |
| bs            | Bosnio               | Bosanski                   | Neciklopedija                 |
| ca            | Catalán              | Català                     | Valenciclopedia               |
| cs            | Checo                | Česky                      | Necyklopedie                  |
| da            | Danés                | Dansk                      | Spademanns Leksikon           |
| de            | Alemán               | Deutsch                    | Uncyclopedia.de               |
| el            | Griego               | Ελληνικά                   | Φρικηπαίδεια (Frikipaedia)    |
| en-gb         | Inglés               | English                    | Uncyclopedia                  |
| en            | Inglés               | English                    | Uncyclopedia                  |
| eo            | Esperanto            | Esperanto                  | Neciklopedio                  |
| es            | Español o castellano | Español                    | Inciclopedia                  |
| et            | Estonio              | Eesti                      | Ebatsüklopeedia               |
| fa            | Persa o farsi (Irán) | فارسی                      | نانشنامه                      |
| fi            | Finlandés            | Suomi                      | Hikipedia                     |
| fr            | Francés              | Français                   | Désencyclopédie               |
| gl            | Gallego              | Galego                     | Desgalipedia                  |
| got           | Gótico               | ð²ð¿ðð¹ððº                           | Unsaiklopedia                 |
| he            | Hebreo               | עברית                      | איןציקלופדיה                  |
| hr            | Croata               | Hrvatski                   | Neciklopedija                 |
| hu            | Húngaro              | Magyar                     | Unciklopédia                  |
| id            | Indonesio            | Bahasa Indonesia           | Tolololpedia                  |
| it            | Italiano             | Italiano                   | Nonciclopedia                 |
| ja            | Japonés              | 日本語                     | アンサイクロペディア          |
| ko            | Coreano              | 한국어                     | 백괴사전                      |
| la            | Latín                | Latina                     | Uncapædia                     |
| lb            | Luxemburgués         | Lëtzebuergesch             | Kengencyclopedia              |
| lt            | Lituano              | Lietuvių                   | Nesamopedija                  |
| lv            | Letón                | Latviešu                   | Neciklopēdija                 |
| mg            | Malgache             | Malagasy                   | Hatsiklopedia                 |
| nl            | Neerlandés           | Nederlands                 | Oncyclopedie                  |
| no            | Noruego              | Norsk                      | Ikkepedia                     |
| pl            | Polaco               | Polski                     | Nonsensopedia                 |
| pt            | Portugués            | Português                  | Desciclopédia                 |
| olb           | Ruso                 | Русский                    | Абсурдопедия (Absurdopedia)   |
| ru            | Ruso                 | Русский                    | Абсурдопедия (Absurdopedia)   |
| sk            | Eslovaco             | Slovenčina                 | Necyklopédia                  |
| sl            | Esloveno             | Slovenščina                | Butalopedija                  |
| sr            | Serbio               | Српски / Srpski            | Нециклопедија (Neciklopedija) |
| sv            | Sueco                | Svenska                    | Psyklopedin                   |
| th            | Tailandés            | Thai                       | ไร้สาระนุกรม                    |
| tl            | Tagalo               | Tagalog                    | Pekepedia                     |
| tr            | Turco                | Türkçe                     | Yansiklopedi                  |
| uk            | Ucraniano            | Українська                 | Інциклопедії                  |
| yi            | Yidis                | ייִדיש                      | קיינציקלאָפעדיע                |
| zh            | Chino                | 中文                       | 伪基百科                      |
| zh-tw         | Chino taiwanés       | 中文(正體)                 | 偽基百科                      |